# Natalija German
Natalija German (rusko Наталья Герман), ukrajinska atletinja, * 10. november 1963, Dniprodzeržinsk, Sovjetska zveza.
Ni nastopila na olimpijskih igrah. Na svetovnih prvenstvih je osvojila bronasto medaljo v štafeti 4×100 m leta 1987.